# Mieke Jaapies
Marie Jaapies, más conocida como Mieke Jaapies (Wormerveer, 7 de agosto de 1943) es una deportista neerlandesa que compitió en piragüismo en la modalidad de aguas tranquilas.
Participó en dos Juegos Olímpicos de Verano en los años 1968 y 1972, obteniendo una medalla de plata en la edición de Múnich 1972 en la prueba de K1 500 m. Ganó dos medallas de plata en el Campeonato Mundial de Piragüismo en los años 1970 y 1971.

## Palmarés internacional
| Juegos Olímpicos   | Juegos Olímpicos       | Juegos Olímpicos | Juegos Olímpicos |
| Año                | Lugar                  | Medalla          | Evento           |
| ------------------ | ---------------------- | ---------------- | ---------------- |
| 1972               | Múnich (RFA)           | Medalla de plata | K1 500 m         |
| Campeonato Mundial |                        |                  |                  |
| Año                | Lugar                  | Medalla          | Evento           |
| 1970               | Copenhague (Dinamarca) | Medalla de plata | K1 500 m         |
| 1971               | Belgrado (Yugoslavia)  | Medalla de plata | K1 500 m         |